# NSU Lux

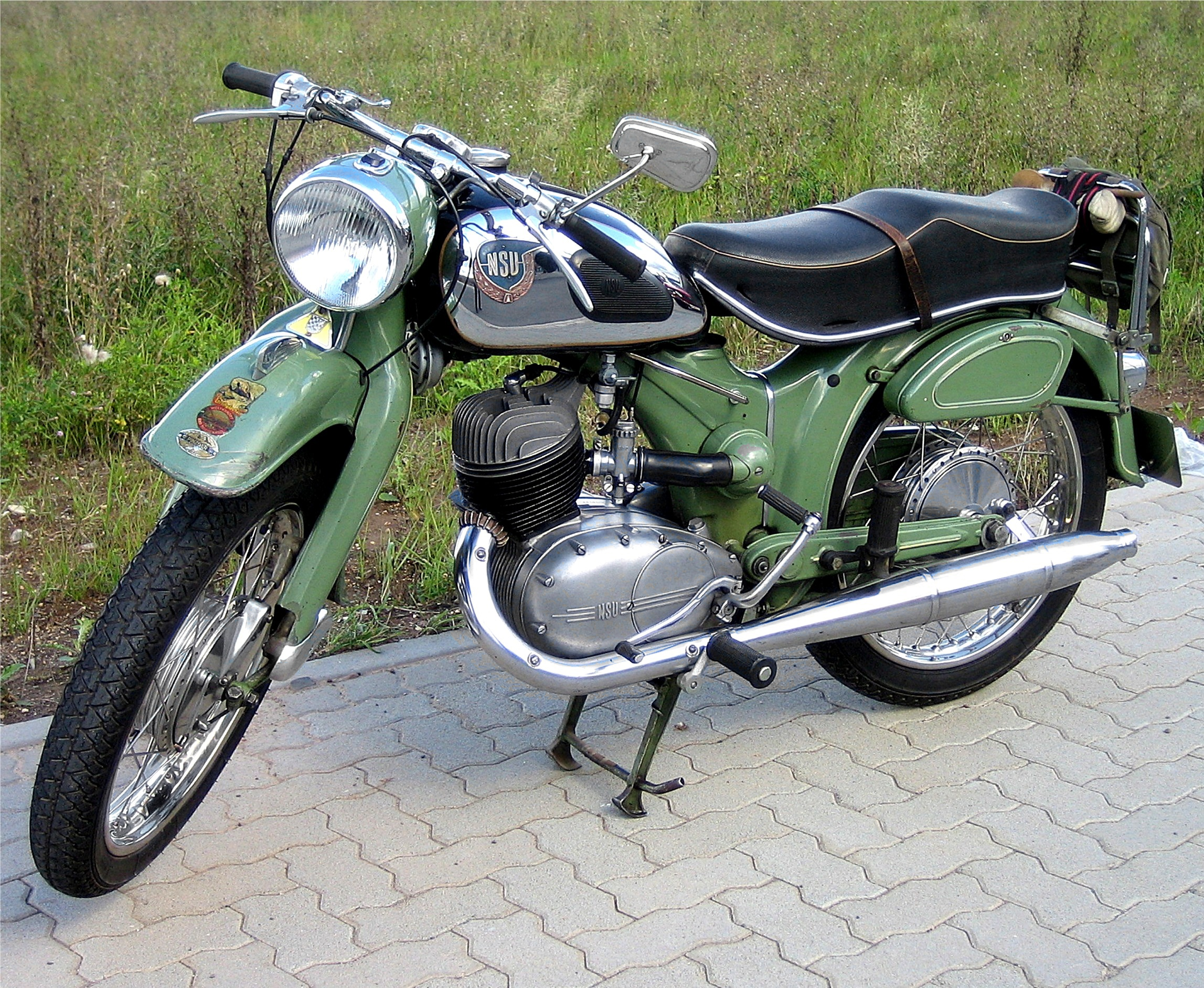
NSU Superlux, Baujahr 1955

Die NSU Lux war ein Motorrad der NSU-Werke, Neckarsulm, das von 1951 bis 1956 gebaut wurde. Hergestellt wurden 78.845 Stück.

## Konstruktion

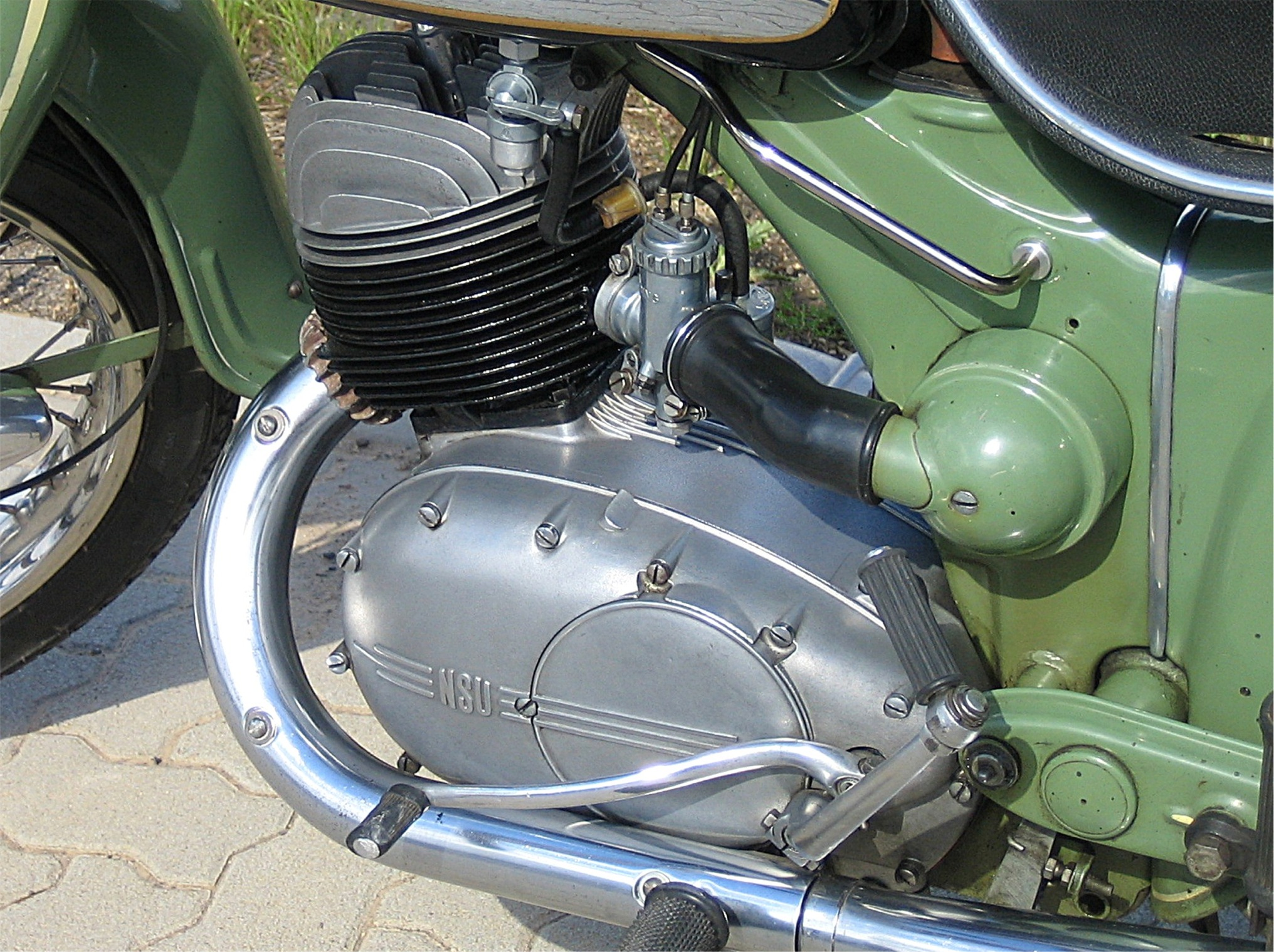
Zweitaktmotor der NSU Superlux

Nach dem Vorbild der kleineren NSU Fox (1949 bis 1954) hatte die Maschine einen Stahlblechrahmen (Zentralpressrahmen), eine Cantileverschwinge und eine Vordergabel mit geschobener Kurzschwinge. Neu waren hingegen die hydraulischen Stoßdämpfer vorn und hinten.
Als Besonderheit des Motors galt die „beruhigte“ Luft, die unterhalb des Sattels in den Rahmen und von dort in den Vergaser strömte (siehe Bild). Dieser „Umweg“ versprach eine besonders sorgfältige Filterung, durch die laut Werbung der Verschleiß des Zylinders „auf ein Minimum herabgesetzt“ wurde.
Aus der LUX wurde später die größere NSU Max mit Viertakt-Motor entwickelt. Dazu wurde für die höhere Motorleistung der Rahmen und das Fahrwerk der LUX verstärkt. Später wurde jedoch zur Vereinfachung der Fertigung der Rahmen und das Fahrwerk von LUX und MAX vereinheitlicht. Man kann durch Austausch des Motors aus einer SUPERLUX eine SPEZIALMAX machen. Alle Bohrungen, Gewinde und Halterungen sind vorhanden.

## Technische Daten

### NSU Lux
| Technische Daten NSU Lux       | Technische Daten NSU Lux |
| ------------------------------ | --- |
| Rahmen                         | Stahlblech-Pressschalenkonstruktion |
| Radaufhängung                  | Schwingfedergabel mit Schraubendruckfedern und Öldruckdämpfer vorn, Vorlauf 60 mm, Nachlauf 65 mm Zentralfederbeinschwinge (Cantilever) hinten |
| Motor                          | Einzylinder-Zweitakt-Motor mit Umkehrspülung, Flachkolben und abnehmbarem Leichtmetallzylinderkopf, Type 201 ZB, luftgekühlter Blockmotor |
| Hubraum Bohrung × Hub          | 198 cm³ 62 mm × 66 mm |
| Verdichtungsverhältnis         | 6 : 1 |
| Leistung                       | 8,6 PS bei 5250/min |
| Geschwindigkeit                | 95 km/h |
| Beschleunigung                 | 0 bis 72 km/h in 15 s bei 65 kg Fahrergewicht |
| Eigengewicht                   | 135 kg |
| Zulässiges Gesamtgewicht       | 285 kg |

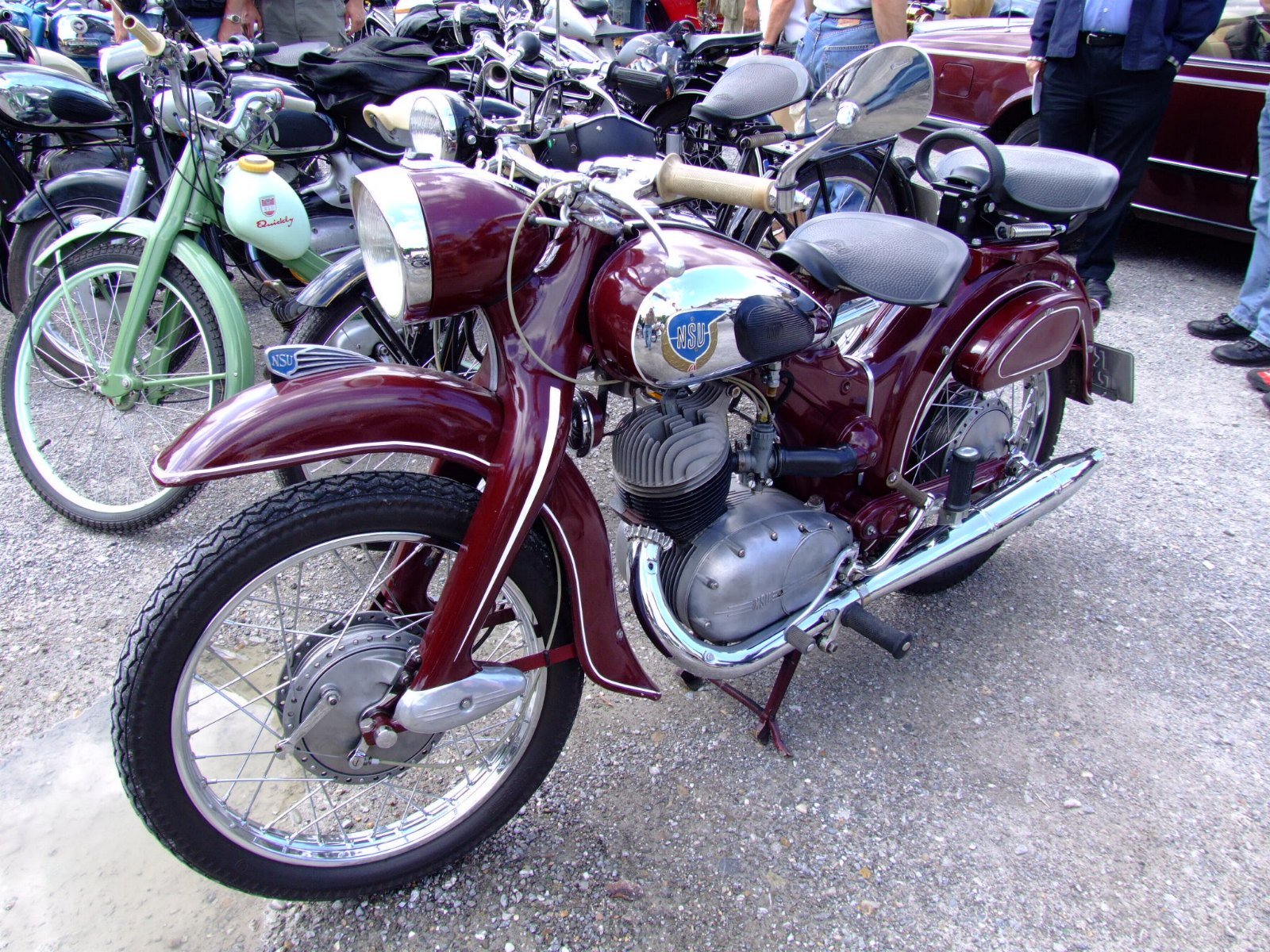
NSU Superlux

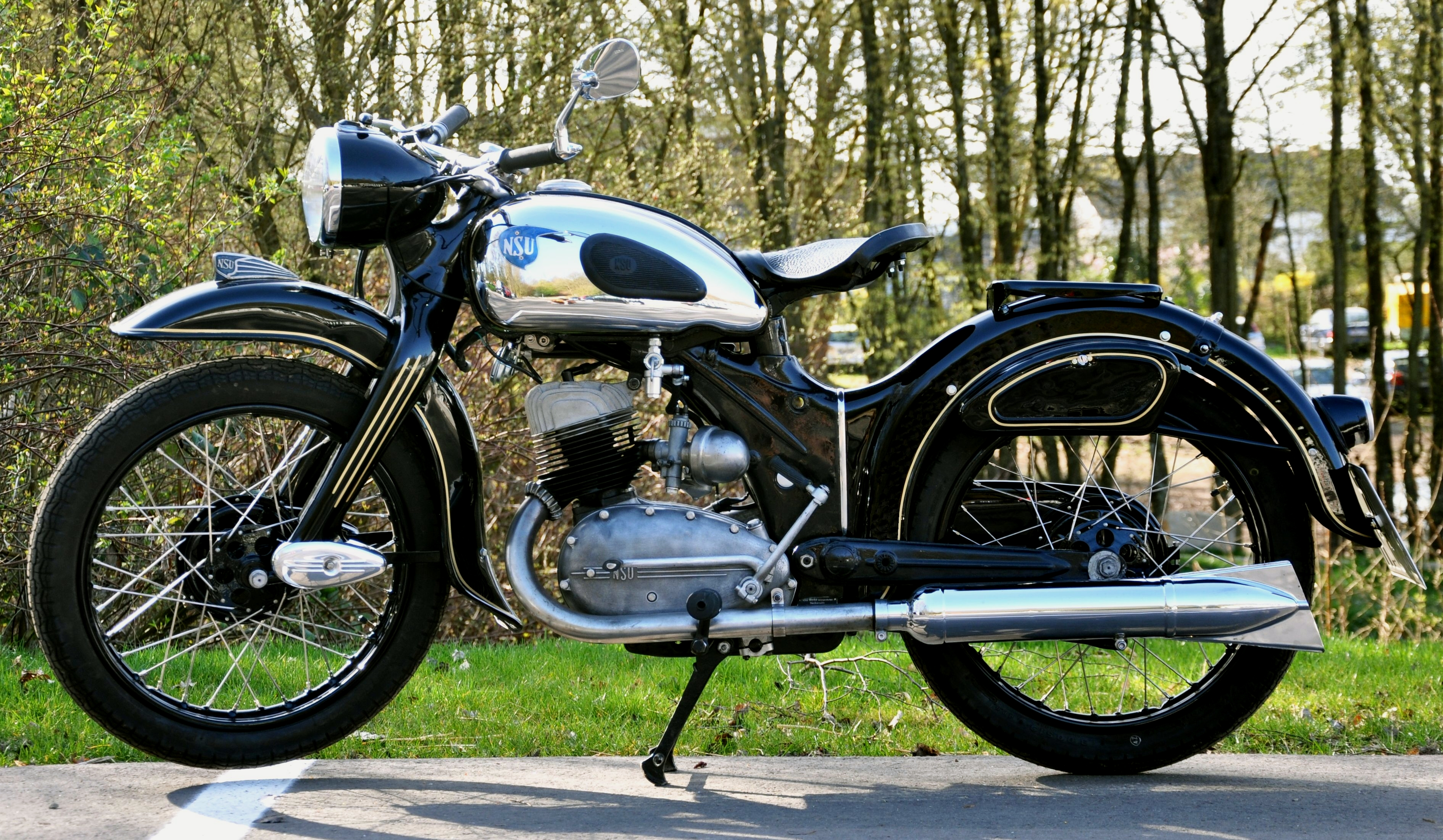
NSU Lux von 1952. Die halbkugelige Kappe hinter dem Luftfilter hält Sprühöl von den Hosenbeinen des Fahrers ab.

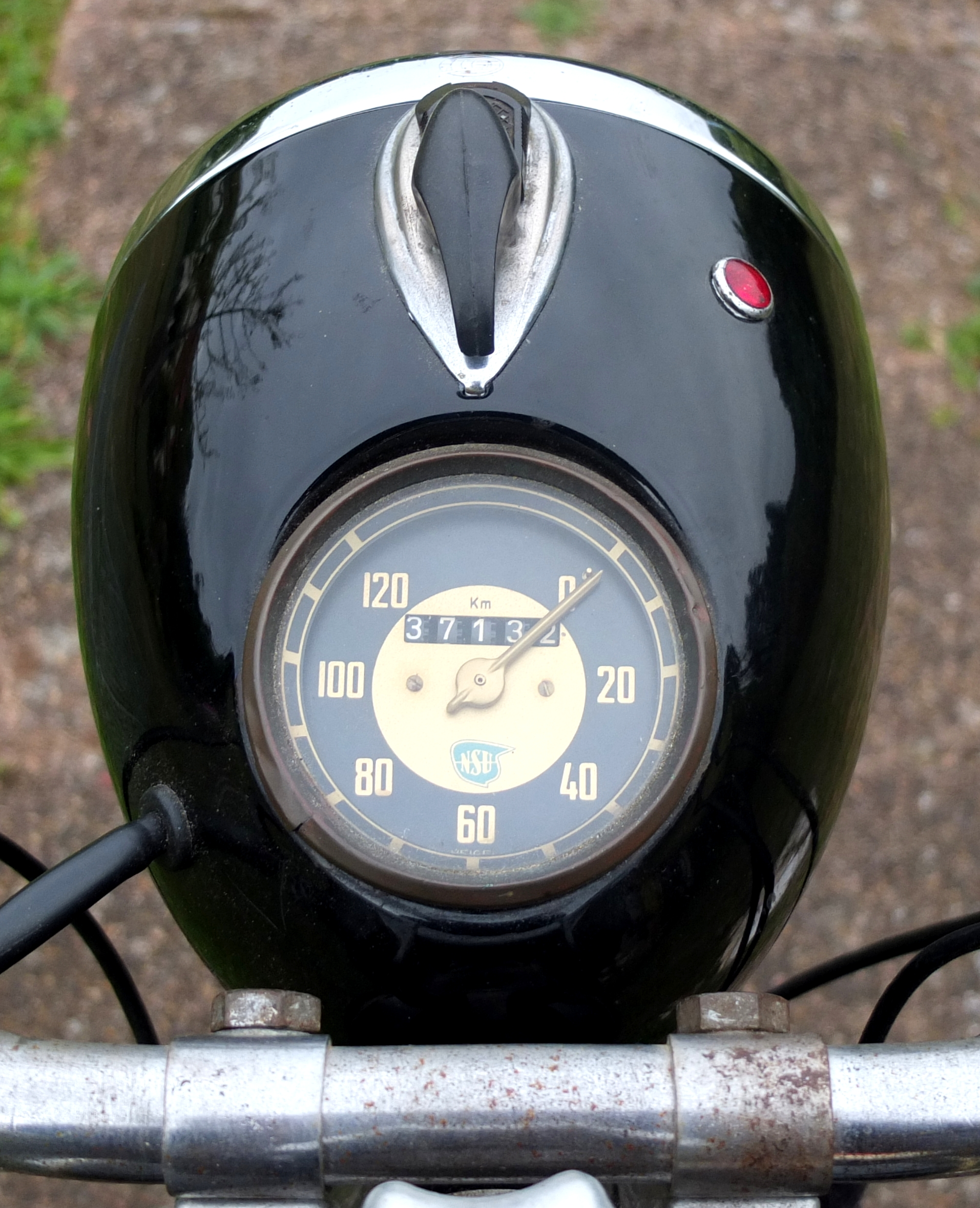
Tacho einer NSU Lux von 1952

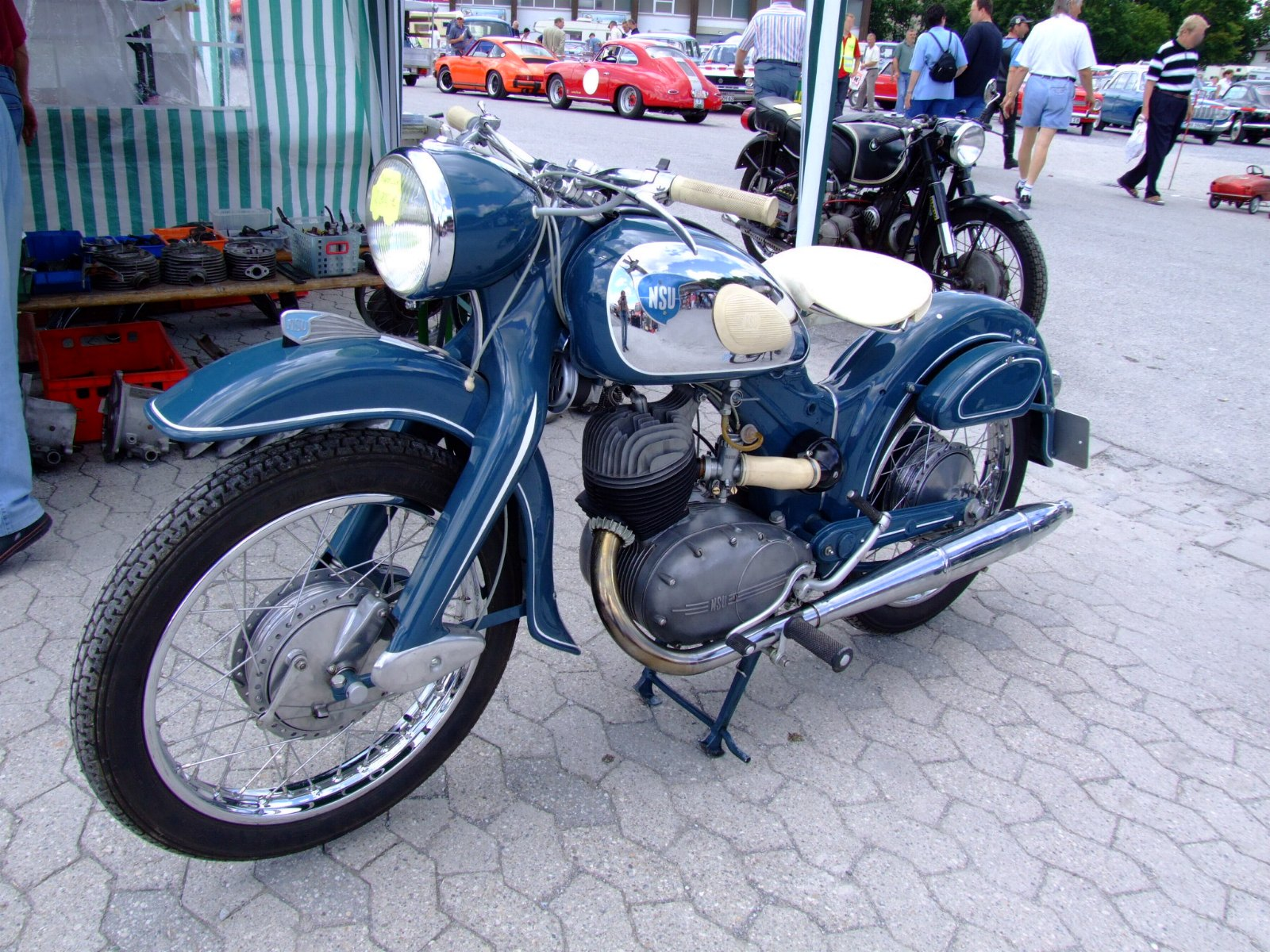
NSU Superlux

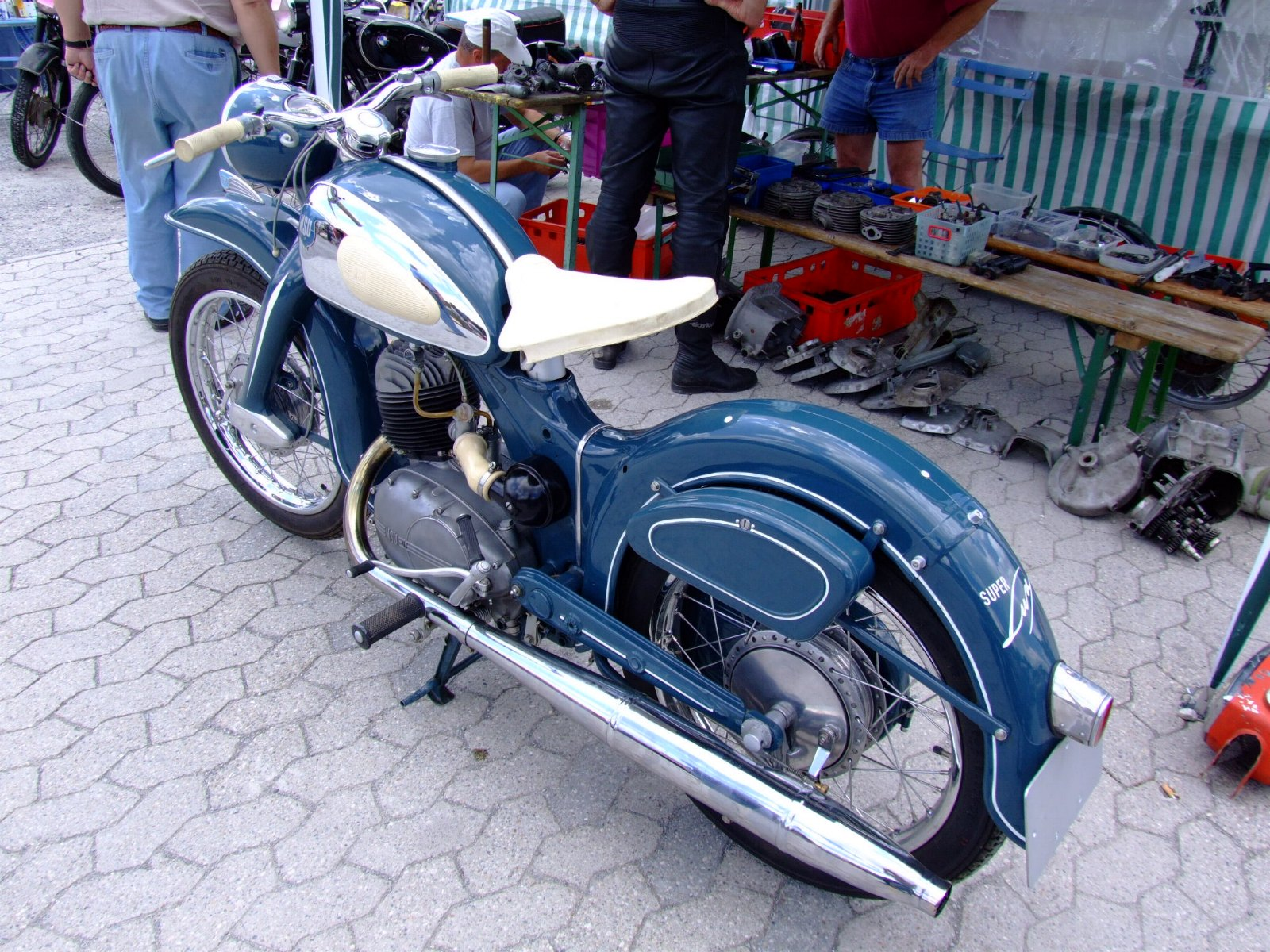
NSU Superlux

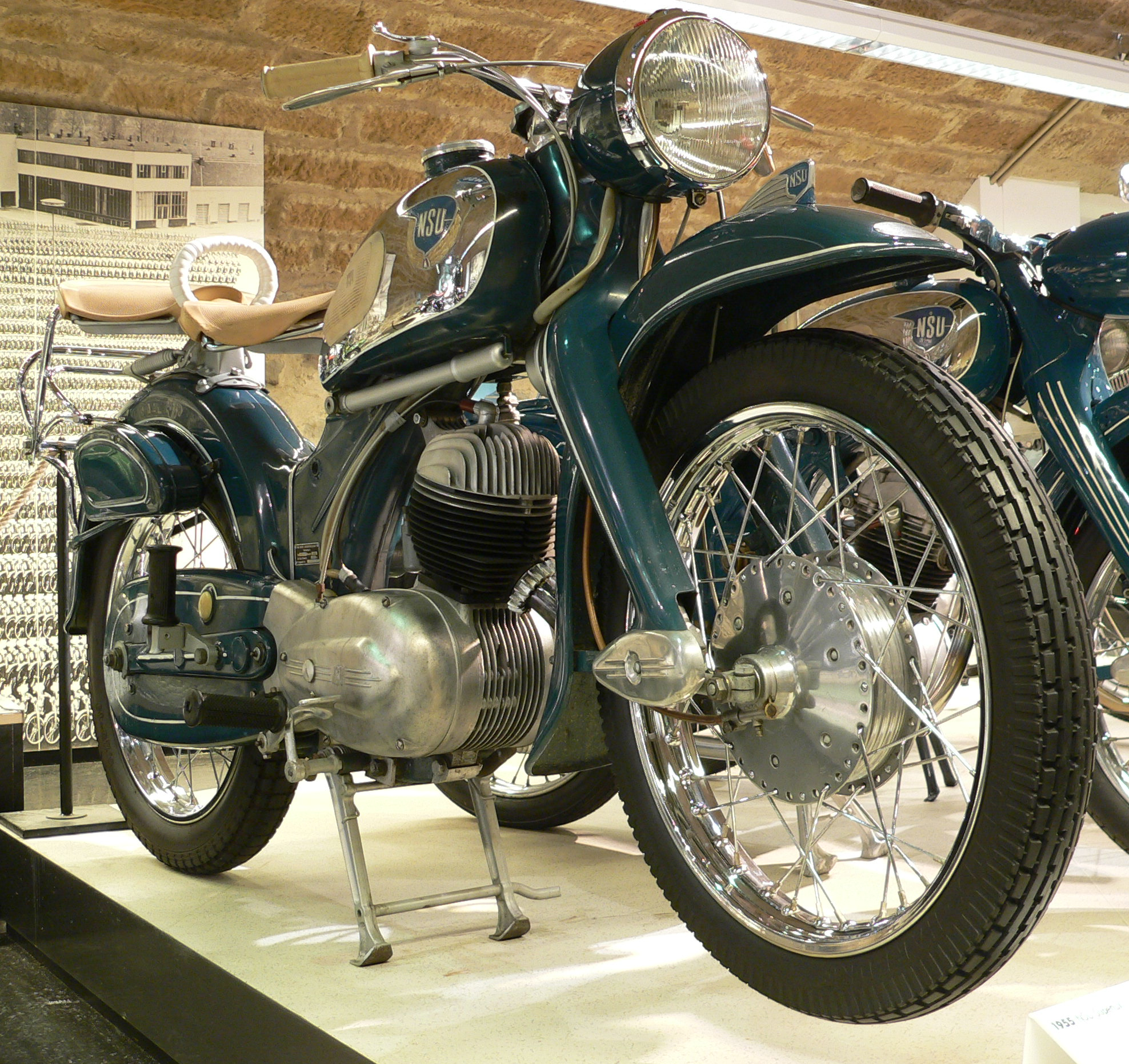
NSU Superlux von 1955 im Deutschen Zweirad-Museum

| Getriebe                       | 4-Gang-Getriebe, fußbetätigt, klauengeschaltet Motor-Getriebe-Untersetzung: 2,583 : 1 Untersetzungen im Getriebe: 1. Gang: 3,15 : 1 2. Gang: 2,025 : 1 3. Gang: 1,406 : 1 4. Gang: 1:1 (Direktgang) Untersetzung Getriebe-Hinterrad: 2,66 : 1 (2,647 : 1) oder 3 : 1 im Seitenwagenbetrieb |
| Kupplung                       | Mehrscheiben-Nasskupplung |
| Verbrauch (Gemisch) Tankinhalt | 3,3 l/100 km Normverbrauch – 1 : 25 11,5 Liter |
| Vergaser                       | Bing 2/22 |
| Antrieb                        | gekapselte Rollenkette |
| Maße                           | Radstand: 1311 mm, Gesamtlänge: 2030 mm, größte Breite: 670 mm, größte Höhe: 990 mm Bodenfreiheit: 110 mm, Sattelhöhe: 735 mm |
| Bremsen                        | mechanische Innenbackenbremsen mit 160 mm Bremstrommeldurchmesser und 25 mm Belagbreite, vorn handbetätigt, hinten fußbetätigt |
| Bereifung                      | 19 × 3.00 oder 3,25 × 19 bei Beiwagenbetrieb Tiefbettfelge 1,85 B × 19 |
| Füllmengen                     | Tankinhalt: 11,5 l, davon 1,8 l Reserve, Gemisch 1 : 25 Getriebeöl: 1 l SAE 50 im Sommer, SAE 30 im Winter oder Getriebeöl SAE 80 |
| Stückzahl/Jahr                 | 1951: 3.651 Stück 1952: 30.660 Stück 1953: 17.052 Stück 1954: 11.487 Stück (Lux und SuperLux zusammen) |

### NSU Superlux
Wesentliche Unterschiede zwischen LUX und SUPERLUX:
- Höhere Motorleistung
- Größerer Tank („Büffeltank“ mit 14 l Inhalt)
- Aluminium Vollnabenbremsen wie bei der Spezialmax

| Technische Daten NSU Superlux  | Technische Daten NSU Superlux                                                       |
| ------------------------------ | ----------------------------------------------------------------------------------- |
| Motor                          | Einzylinder-Zweitakt-Motor mit Flachkolben und abnehmbarem Leichtmetallzylinderkopf |
| Hubraum Bohrung × Hub          | 198 cm³ 62 mm × 66 mm                                                               |
| Verdichtung                    | 1 : 6                                                                               |
| Leistung                       | 11 PS bei 5250/min                                                                  |
| Geschwindigkeit                | 100 km/h                                                                            |
| Gewicht                        | 152 kg                                                                              |
| Getriebe                       | 4-Gang-Getriebe                                                                     |
| Kupplung                       | Mehrscheiben                                                                        |
| Verbrauch (Gemisch) Tankinhalt | 3,0 l/100 km – 1 : 25 14 Liter                                                      |
| Vergaser                       | BING AJ 2/24/34                                                                     |
| Zündung                        | Lichtbatteriezünder                                                                 |
| Bereifung                      | 19 × 3.00                                                                           |
| Stückzahl/Jahr                 | 1954: 11.487 (Lux + SuperLux) 1955: 13.395 Stück 1956: 2.600 Stück                  |

Quelle: 